# Allium songpanicum
Allium songpanicum är en amaryllisväxtart som beskrevs av Jie Mei Xu. Allium songpanicum ingår i släktet lökar, och familjen amaryllisväxter. Inga underarter finns listade i Catalogue of Life.